# Mount Marlay
Mount Marlay är ett berg i Australien. Det ligger i regionen Southern Downs och delstaten Queensland, omkring 170 kilometer sydväst om delstatshuvudstaden Brisbane. Toppen på Mount Marlay är 910 meter över havet, eller 94 meter över den omgivande terrängen. Bredden vid basen är 1,5 km.
Närmaste större samhälle är Stanthorpe.